# سروانتیت
سروانتیت  (به انگلیسی: Cervantite) با فرمول شیمیایی Sb2O4 از مجموعه کانی هاست و از واژة محل Cervantes در اسپانیا اخذ شده‌است. به سختی در HCl حل می‌شود. ذوب ناپذیر Sb:۷۹٫۱۹٪  O:۲۰٫۸۱٪  برای اولین بار در رومانی کشف شد و از نظر شکل بلور: خوشة جواهری، رنگ: زرد - زرد نارنجی - سفید، شفافیت: نیمه کدر، شکستگی: صدفی، جلا: چرب - مات - تیره، رخ: کامل - مطابق با سطح، سیستم تبلور: ارترومبیک و در رده‌بندی اکسید است همچنین خاصیت مغناطیسی ندارد و منشأ تشکیل آن ژیزمان‌های ثانوی Sb است.
همایند کانی‌شناسی (پارانژ) آن چگالی - ذوب - اشعه X - واکنش هایشیمیائیوالنتینیت - استیبکونیت- استیبین- والنتینیت- استیبکونیت و غیره است
، از نظر ژیزمان فراوان است و بیشتر در آلمان غربی، اسپانیا، ایتالیا، یوگسلاوی، رومانی و بولیوی یافت می‌شود.